# Comuna Pernik, Pernik
Pernik (în bulgară Перник) este o comună în regiunea Pernik, Bulgaria, formată din orașele Batanovți și Pernik și 22 de sate. 

## Localități componente

### Orașe
- Batanovți
- Pernik

### Sate
| - Bogdanovdol - Bosnek - Cerna Gora - Ciuipetlovo - Divotino - Draghicevo - Golemo Bucino - Iardjilovți | - Kladnița - Kralev Dol - Leskoveț - Liulin - Meștița - Planinița - Radui | - Rasnik - Rudarți - Selișten Dol - Studena - Viskear - Vitanovți - Zidarți |

## Demografie
Componența etnică a comunei Pernik
     Romi (1,83%)
     Bulgari (91,4%)
     Nicio identificare (6,36%)
     Altele (0,65%)
La recensământul din 2011, populația comunei Pernik era de 97.181 locuitori. Din punct de vedere etnic, majoritatea locuitorilor (91,4%) erau bulgari, cu o minoritate de romi (1,83%). Pentru 6,36% din locuitori nu este cunoscută apartenența etnică.